# Helictopleurus semimetallicus
Helictopleurus semimetallicus là một loài bọ cánh cứng trong họ Bọ hung (Scarabaeidae).